# Michele Sindona
Michele Sindona, italijanski bankir in prostozidar, * 1920, Patti, Sicilija, † 1986.